# Kampung Sawah (Kluet Tengah)
Kampung Sawah is een bestuurslaag in het regentschap Aceh Selatan van de provincie Atjeh, Indonesië. Kampung Sawah telt 401 inwoners (volkstelling 2010).